# 27 Monocerotis
Désignations
27 Monocerotis (en abrégé 27 Mon) est une étoile géante de la constellation équatoriale de la Licorne. Elle est visible à l'œil nu avec une magnitude apparente de 4,93. D'après la mesure de sa parallaxe annuelle par le satellite Gaia, l'étoile est distante d'environ ∼ 315 a.l. (∼ 96,6 pc) de la Terre. Elle s'en rapproche à une vitesse radiale héliocentrique de −28 km/s.
27 Monocerotis est une étoile géante rouge de type spectral K1III, qui est très probablement (avec une probabilité de 94 %) sur la branche des géantes rouges. L'étoile est 1,3 fois plus massive que le Soleil et elle est âgée d'approximativement quatre milliards d'années. Son rayon est environ 13 fois plus grand que le rayon solaire, elle est 148 fois plus lumineuse que le Soleil et sa température de surface est de 4 568 K.